# 凯恩·克雷默
凯恩·克雷默（英語：Kane Kramer，1956年4月23日—）是英国的发明家。在1979年，他23岁的时候发明了一种名为IXI的信用卡大小的音乐播放器。其上方有一个长方形的屏幕，下方有四个方向的按钮，音乐则储存在一个可更换的芯片之中。不仅如此，克雷默在当时就提出了用电话线传播音乐的想法。他为这个发明注册了全球专利，但是在1988年，因为没有足够的钱给专利延期，专利进入了公有领域。在2007年，Burst.com声称苹果公司的iPod侵犯了自己的专利权，苹果请克雷默到美国说明他的发明早于Burst.com的专利。之后两家公司达成了和解。
作为iPod的概念的发明人，克莱默并没有从中获得许多经济利益。他自称买不起iPod，而苹果公司送给他的iPod也被他用坏了。